# 使節
| ウィキペディアには「使節」という見出しの百科事典記事はありません（タイトルに「使節」を含むページの一覧/「使節」で始まるページの一覧）。 代わりにウィクショナリーのページ「使節」が役に立つかもしれません。 |